# WinSnap
WinSnap — небольшая утилита для захвата изображений, отображаемых на мониторе компьютера, создания и редактирования скриншотов. Разработана компанией NTWind Software и работает под управлением операционной системы Microsoft Windows. Утилита может быть полезна как веб-дизайнерам, так и обычным пользователям.

## Основные возможности
- Одновременный захват нескольких объектов (окон, диалогов, элементов управления).
- Захват окон произвольной формы, включая окна с прозрачностью и закруглёнными краями.
- Захват любых объектов, отображаемых на экране (изображений, кнопок, панелей инструментов и др.).
- Выделение произвольной области экрана, включая возможность захвата окна без заголовка и рамок или по выбору пользователя.
- Создание скриншотов всплывающих окон и уведомлений.
- Поддержка горячих клавиш для всех операций.
- Настройка параметров съёмки при запуске программы.
- Встроенные инструменты для редактирования: тени, отражение, контуры, поворот, водяной знак, масштабирование, работа с холстом.
- Поддержка множества графических форматов.
- Многоязычный интерфейс, включая поддержку русского языка.
- Автоматическое сохранение и копирование скриншотов.
- Возможность предварительного просмотра и печати.
- Добавление курсора мыши в снимок.
- Возможность удаления фона у прозрачных окон в Windows Vista и Windows 7.

## Портативная версия
WinSnap Portable — специальная версия WinSnap, предназначенная для запуска со сменных носителей информации, таких как USB-накопители, Memory Stick, цифровые проигрыватели и другие устройства.